# East Palo Alto
East Palo Alto (ofta förkortat EPA) är en stad i San Mateo County, Kalifornien, USA.

## Bildgalleri

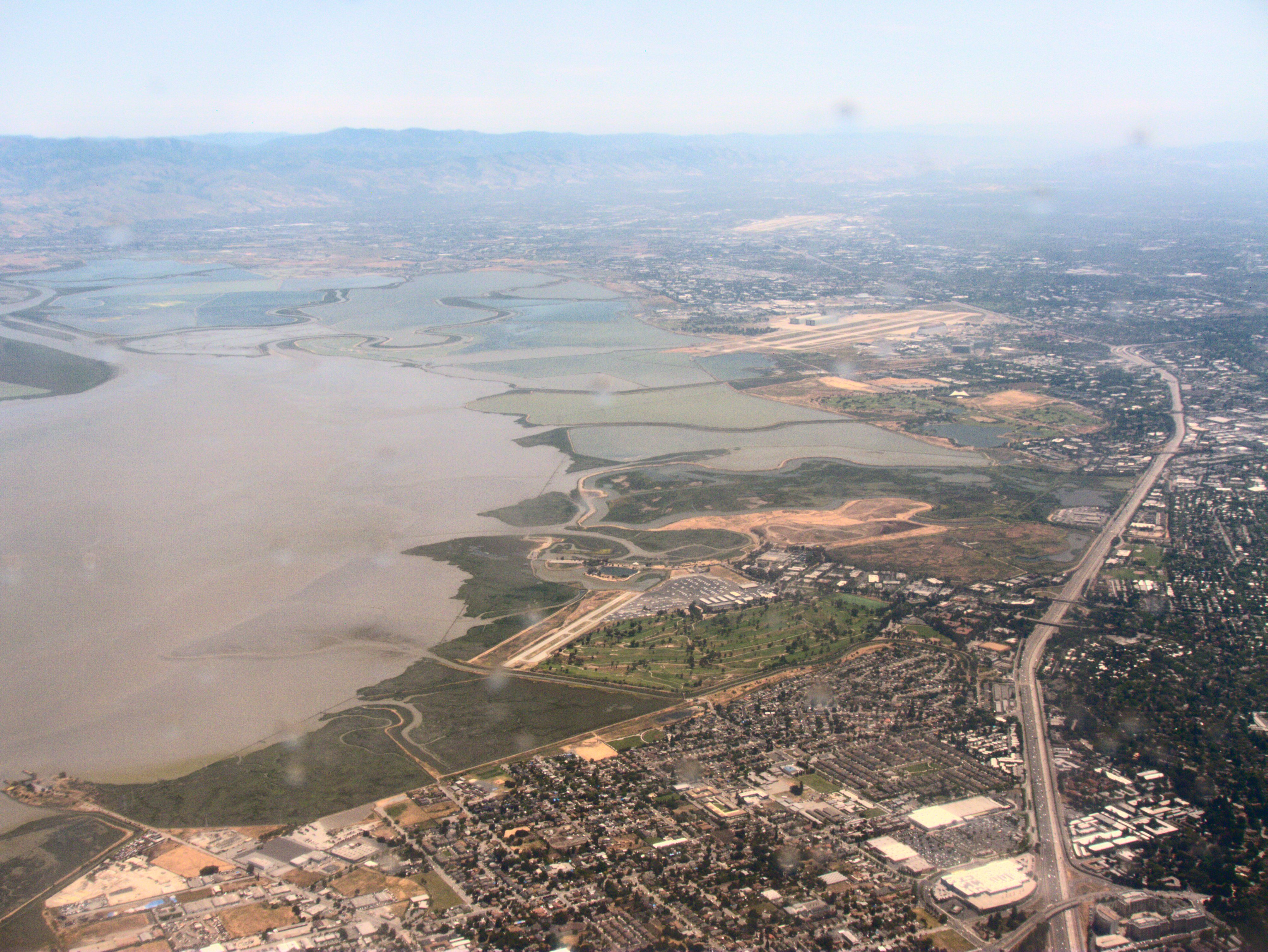
Flygfoto över East Palo Alto, i riktning sydöst mot Mountain View, Kalifornien.
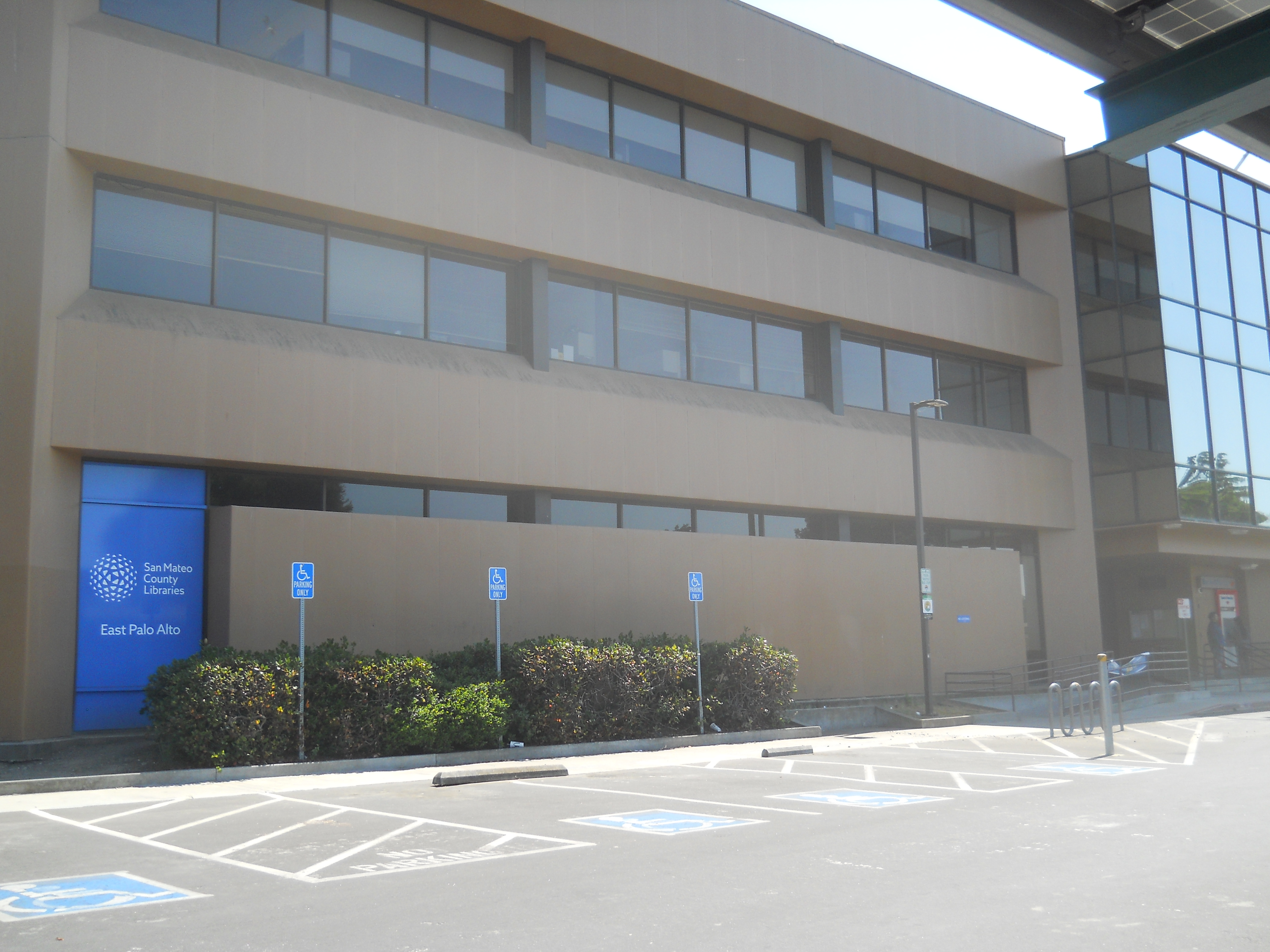
East Palos kommunhus, där bland annat biblioteket finns.